# Кікі Когельник
Кікі Когельник (нім. Kiki Kogelnik; 1935—1997) — австрійський художниця, скульпторка, графікеса. Народившись на півдні Австрії, вона навчалася у Віденській академії образотворчих мистецтв і переїхала до Нью-Йорка в 1961 році. Когельник вважається найважливішою художницею Австрії, незважаючи на те, що вона була частиною руху поп-арту.[джерело?]

## Життя і діяльність: 1960-ті

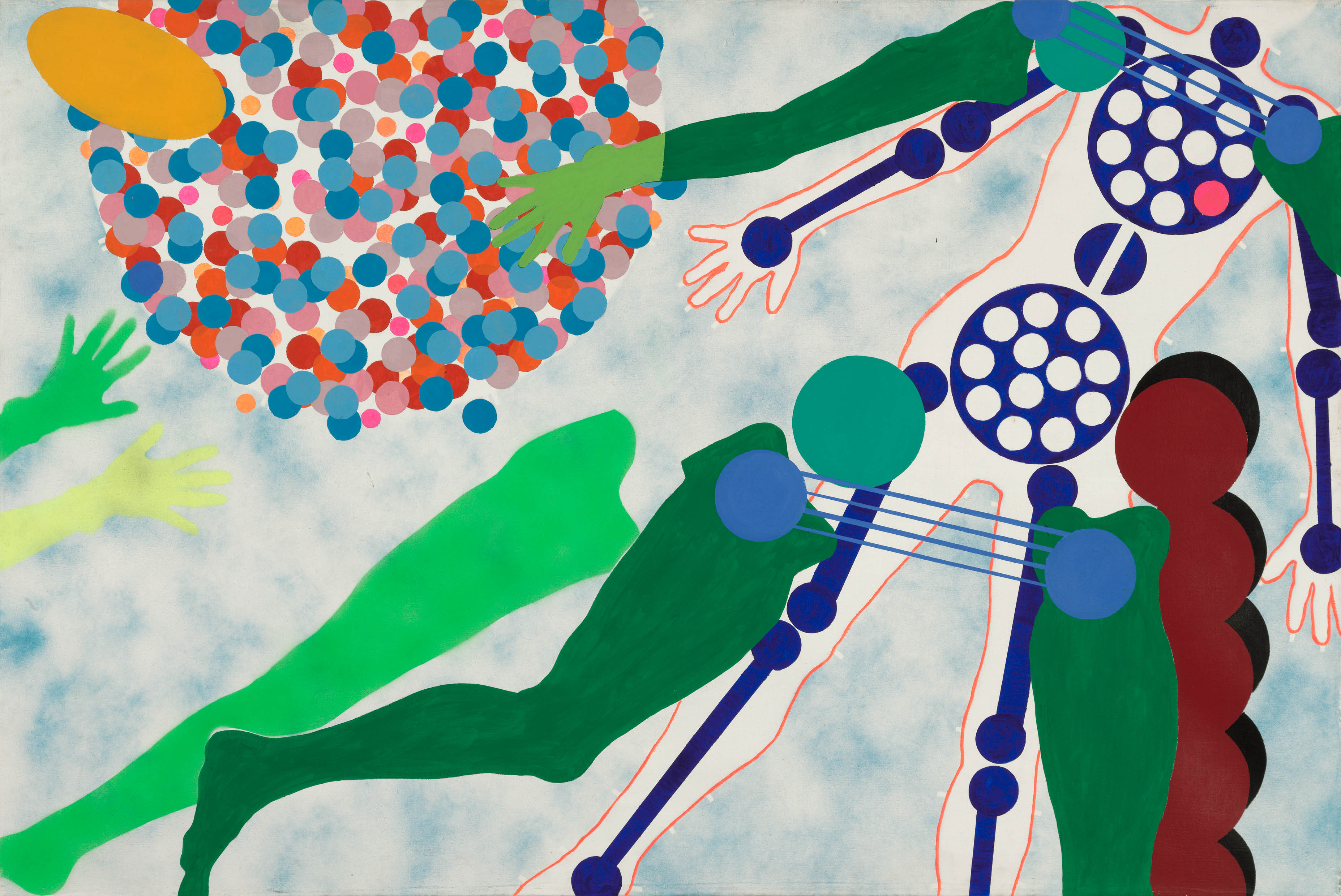
Кікі Когельник, Жіночий робот, 1964, полотно, олія та акрил, 48½ дюймів × 72½ дюйми (123 × 184 см). Фонд Кікі Когельник.

Когельник розпочала свою кар'єру в галереї Nächst St. Stephan у Відні у 1961 році, демонструючи абстрактні роботи. У той час вона зазнала впливу Сержа Полякова з Паризької школи, але згодом знайшла свій унікальний жанр, в оточенні тогочасного рух поп-арту в Нью-Йорку. Одного разу вона була заручена з австрійським художником абстрактного експресіонізму Арнульфом Райнером.
Когельник була близькою до іншого абстрактного експресіоніста, американського художника Сема Френсіса, і провела з ним час у 1961 році в Нью-Йорку та Санта-Моніці, штат Каліфорнія. Потім Когельник переїхала до Нью-Йорка в 1962 році, де вона приєдналася до згуртованої групи художників, до якої входили Рой Ліхтенштейн, Клас Ольденбург, Енді Уорхол, Ларрі Ріверс, Том Вессельманн, Джоан Мітчелл, Роберт Раушенберг та Джаспер Джонс. Поп був способом життя, і з екстравагантними капелюхами і «обмундируванням» Когельнік відбувався захопливий гепенінг, куди б вона не пішла.
У цей час її творчість зазнала сильного впливу кольорів та матеріалів поп-арту того часу, створивши численні яскраві ейфорійні картини з космічною тематикою. На відміну від поп-митців, вона уникала помпезних або комерційних об'єктів, хоча їй було відомо, що пластмаси та штучні матеріали на перший план у порівнянні з природними.
На початку 1960-х Когельник почала використовувати для виготовлення своїх картин трафарети своїх друзів у натуральну величину. У 1965 році ці вирізи-прототипи стали вініловими вішалками, представленими на тих самих вішалках для одягу, які вона бачила по вулицях поблизу своєї студії в New York's garment district.
Поки Когельник перебувала у Лондоні в 1966 році, простір її студії в Нью-Йорку був охоплений величезною пожежею. Когельник виїхала з роботами до пожежі, а от її сусід, американський художник Альфред Леслі, втратив всю свою творчість. Того ж року Когельник вийшла заміж за онколога-радіолога доктора Джорджа Шварца в Лондоні, народивши в 1967 році сина Моно, а незабаром повернулась до Нью-Йорка. У 1969 році Когельник створила Moonhappening під час примісячення Аполлона 11 на Galerie Nächst St. Stephan в Відні, виготовляючи серію місяцевої тематики silkscreens в прямому ефірі.

## 1970-ті та пізніше
У 1970-х роках Когельник зосередилася на тому, що згодом стало відомим як « Жіночі роботи», зокрема на жіночій ролі, зображеній у комерційній рекламі. Побічне проникнення феміністичних питань з іронією, гумором та крутою поп-естетикою було унікальним для творчості Когельник в цей час. У 1974 році вона також почала періодично працювати з керамікою, використовуючи скульптурну форму як продовження живопису.
У 1980-х роках фрагментовані люди, знаки та символи починають наповнювати роботи Когельник, і в своїй серії "Розширення " вона використовувала керамічні модулі, показані разом із її картинами. У 1978 році вона також випустила і зняла короткометражний 16-міліметровий чорно-білий фільм CBGB за участю Джима Керролла та інших.
У подальших роботах людське тіло зображається у дедалі фрагментованішому і маніпульованому вигляді, поки в 1990-х більша частина її робіт не зображувала високо абстрагованих, але виразних облич. У цей час Когельник створила серію скляних скульптур, пов'язаних з ними малюнків та відбитків, в яких вона прагнула прокоментувати декоративні та комерційні теми у мистецтві.

## Смерть і спадщина
Кікі Когельник померла від раку 1 лютого 1997 року у Відні. Похована в м. Блайбург, Австрія. Музей Бельведер у Відні в тому ж році провів велику ретроспективу її роботи за роки. У 1998 році Когельник була посмертно нагороджена найвищою медаллю Австрії в галузі мистецтва — Австрійським Почесним хрестом за науку та мистецтво. Раніше вона була нагороджена в 1995 році Премією міста Відень за візуальне мистецтво.
З моменту смерті художниці було створено Фонд Кікі Когельник, американська некомерційна організація з офісами у Відні та Нью-Йорку. Місія фонду — захищати, документувати, досліджувати та увічнювати творчу спадщину Кікі Когельник. Починаючи з 2009 року, фонд продовжує підтримувати та розширювати базу даних творів Когельник, створену в Нью-Йорку для мистецько-історичних досліджень, і врешті-решт створить каталог Raisonne.
У 2003 році Австрійське пошта випустила марку в 55 євроцентів із зображенням картини Когельник "Prenez Le Temps d'Aimer " 1973 року. Когельник також спроектувала два фонтани, один у Блайбурзі, а інший у Клагенфурті, у Австрії, де вулиця названа на її честь.
У 2015 році Когельник була включена у виставку The World Goes Pop, що проводилась у Tate Modern. Експозиція розкрила альтернативний погляд на поп-арт, показавши, що це був не просто американський рух, а міжнародний. На міжнародному рівні поп-арт також часто використовувався як підривна мова протесту, а не просто як свято західного споживацтва. Шоу тривало з 17 вересня 2015 року по 24 січня 2016 року.

## Дивитися також
- Список австрійських художників та архітекторів[en]